# A Gaivota Negra

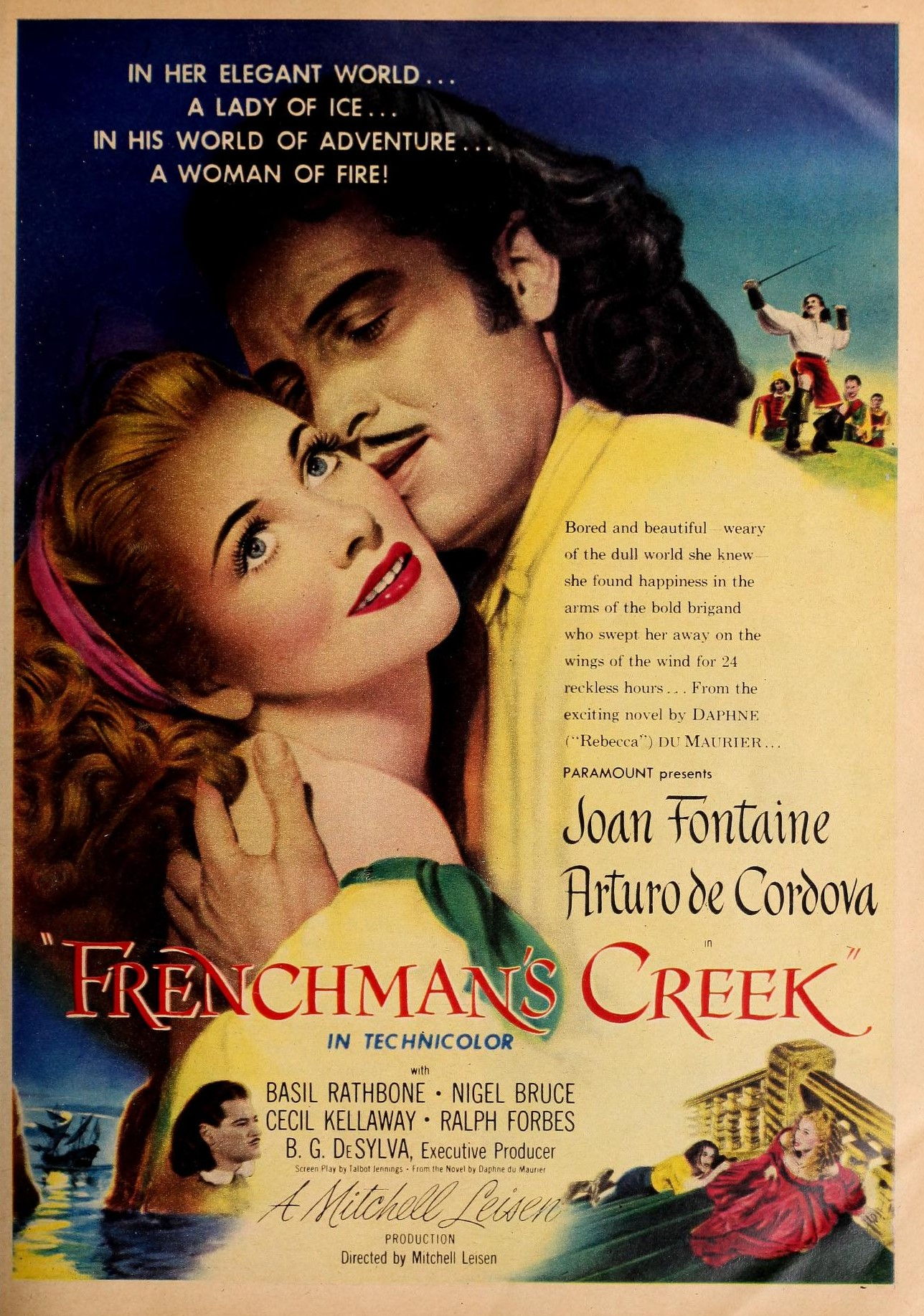
Frenchman's CreekJovem Inglesa se apaixona por um pirata francês e juntos vivem uma grande aventura.

A Gaivota Negra (em inglês:  Frenchman's Creek) é um filme estadunidense de 1944, do gênero aventura romântica, dirigido por Mitchell Leisen e estrelado por Joan Fontaine e Arturo de Cordova. Baseado em romance de Daphne du Maurier e rodado com o estilo e a magnificência do diretor Leisen, o filme recebeu o Oscar de Melhor Direção de Arte.
Ken Wlaschin cita-o como um dos dez melhores filmes do coadjuvante Basil Rathbone, que faz o sinistro Lord Rockingham.

## Sinopse
A nobre Dona St. Columb abandona o marido Harry na Londres de meados do século XVIII e vai para a mansão do casal na Cornualha, levando os dois filhos. O pirata francês Jean Benoit Aubrey está ancorado por perto e ambos se apaixonam. Contudo, o amor deles é ameaçado pelo vingativo Harry e seu amigo Lord Rockingham, que deseja Dona, e também por Lord Godolphin, que teve um navio saqueado por Jean.

## Elenco
| Ator/Atriz        | Personagem         |
| ----------------- | ------------------ |
| Joan Fontaine     | Dona St. Columb    |
| Arturo de Cordova | Jean Benoit Aubrey |
| Basil Rathbone    | Lord Rockingham    |
| Nigel Bruce       | Lord Godolphin     |
| Cecil Kellaway    | William            |
| Ralph Forbes      | Harry St. Columb   |
| Harald Maresch    | Edmond             |
| Billy Daniel      | Pierre Blanc       |
| Moyna MacGill     | Lady Godolphin     |

## Principais premiações
| Prêmio | Categoria              | Situação |
| ------ | ---------------------- | -------- |
| Oscar  | Melhor Direção de Arte | Vencedor |